# Rymice
Rymice é uma comuna checa localizada na região de Zlín, distrito de Kroměříž.